# Nonagria obscura
Nonagria obscura là một loài bướm đêm trong họ Noctuidae.